# Euphyia sombrera
Euphyia sombrera là một loài bướm đêm trong họ Geometridae.